# Eishöhlen und Fischbachtal bei Birresborn
Das Naturschutzgebiet  Eishöhlen und Fischbachtal bei Birresborn  liegt im Landkreis Vulkaneifel in Rheinland-Pfalz auf dem Gebiet der Ortsgemeinde Birresborn. Das Gebiet erstreckt sich westlich des Kernortes Birresborn. Am nördlichen Rand des Gebietes verläuft die Landesstraße L 30 und fließt der Fischbach.

## Bedeutung
Das rund 75 ha große Gebiet wurde im Jahr 1998 unter der Kennung 7233-045 unter Naturschutz gestellt. Es umfasst ein altholzreiches Laubmischwald-Ökosystem mit Felsen, Blockschutthalden und Höhlensystemen („Mühlsteinhöhlen“). Schutzzweck ist die Erhaltung dieses Ökosystems.